# Steve Jones (Pilot)
Steve Jones (* 5. Januar 1960, in Hereford, England) ist ein britischer Pilot und Kunstflugpilot, der unter anderem zwischen 2003 und 2008 als Teilnehmer bei der Red Bull Air Race Weltmeisterschaft startete und anschließend Race Director und Trainingsleiter der Rennserie wurde.

## Karriere

### Anfänge
Jones hatte seine erste Flugstunde im Alter von nur fünf Jahren, 1965 auf den Knien eines Familienfreundes in einer Cessna. Er erwarb sowohl eine kommerzielle als auch eine Kunstflug-Pilotenlizenz. Jones war zunächst Kapitän bei der British Airways und flog eine Boeing 747. Seine Firma restauriert unter anderem Oldtimer-Flugzeuge aus Holz. Privat arbeitet er an Oldtimer-Rennautos und nimmt mit diesen an Autorennen teil. In Hereford, England geboren, ist Jones ein ehemaliger britischer Meister im Kunstflug und arbeitete, neben seinen vielen Ehrungen als Kunstflieger, als Air-Taxi-Pilot, Fluglehrer und Jetpilot.

### Wettbewerbskunstflug
Seit 1994 fliegt Jones mit Paul Bonhomme im Red Bull Matadors Team. Sie haben ihre Show rund um die Welt von den Vereinigten Arabischen Emiraten bis nach Japan präsentiert. 2015 fliegen Steve Jones und Paul Bonhomme gemeinsam spektakulär in einer einzigartigen Vorstellung durch eine Scheune, nur Meter voneinander entfernt.
Aktuell stellt Jones historische Flugzeuge zur Schau und ist sowohl Direktor als auch Testpilot für das Projekt „Electroflight P1e“, welches ein Flugzeug mit elektronischem Antrieb produziert.

## Erfolge

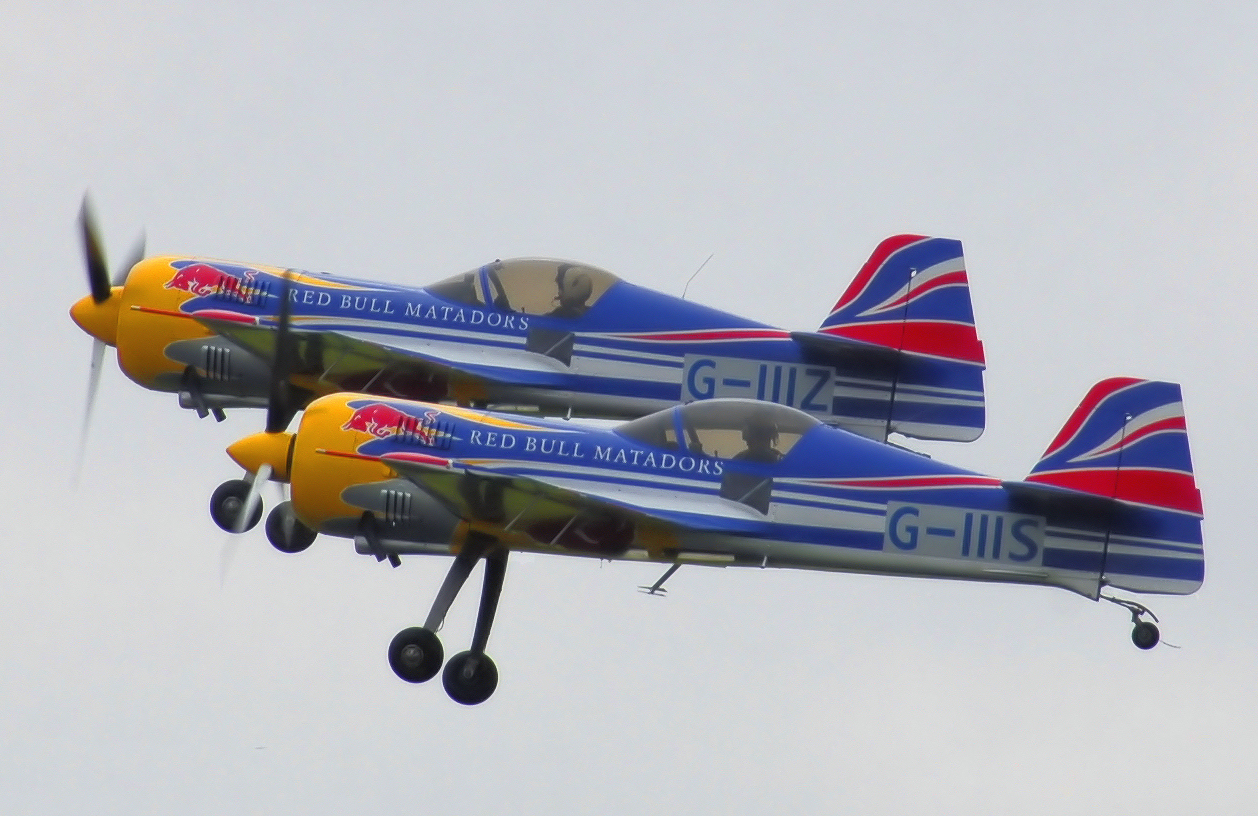
Steve Jones und Paul Bonhomme mit ihren Suchoi Su-26M der Red Bull Matadors beim Takeoff, 2008 in Gloucestershire

2005
FAI World Grand Prix #22, Lausanne ( Schweiz), Gold
FAI World Grand Prix #21, Al-Ain ( Vereinigte Arabische Emirate), Bronze
2004
FAI World Grand Prix #20, Al-Ain ( Vereinigte Arabische Emirate), Gold
2002
FAI World Grand Prix #18, Twin Ring Motegi ( Japan), Gold
FAI World Grand Prix #17, Brno ( Tschechien), Silber
2001
FAI World Grand Prix #16, Twin Ring Motegi ( Japan), Silber
2000
FAI World Grand Prix #15, Twin Ring Motegi ( Japan), Gold
1995
Gewinner der David Perrin Trophy (britische Meisterschaft)
Anmerkung: Alle FAI World Grand Prix Ergebnisse wurden in der Team-Kategorie mit dem Matadors Aerobatic Team (1997 als „Sukhoi Duo“ bekannt) erzielt.

### Red Bull Air Race Weltmeisterschaft

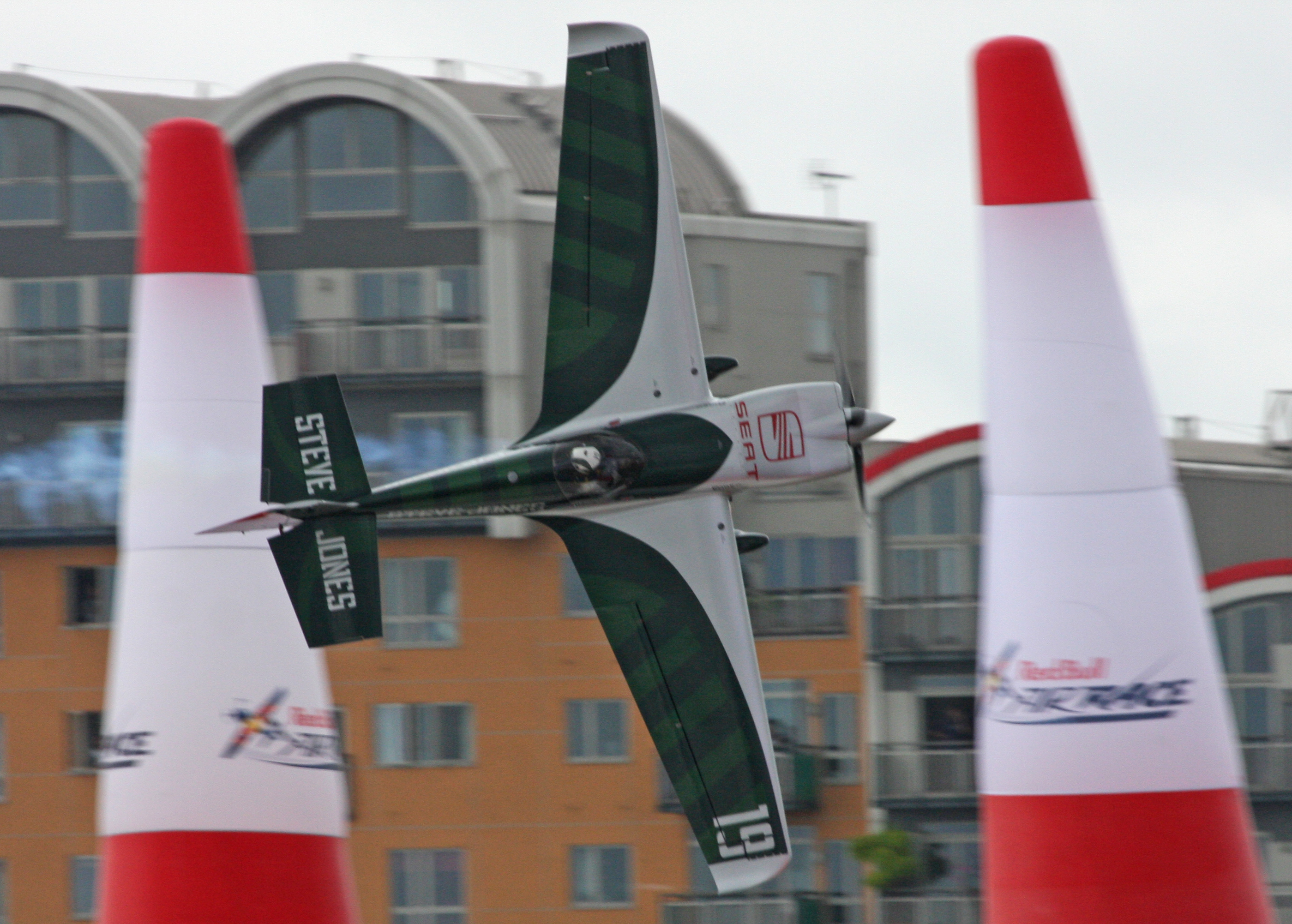
Steve Jones mit seiner Edge 540 (N19ZE), 2008 in London

Steve Jones formte das Red Bull Air Race als dynamischer Wettkämpfer in den Jahren 2003 bis 2008, gewann einige Podiumsplatzierungen, inklusive seinen zwei Rennerfolgen 2006, 2007 und einem dritten Platz in der Gesamtrangliste. In der Red Bull Air Race Weltmeisterschaft 2007 gewann er in Porto und besiegte damit Mike Mangold, der wiederum die Saison am Ende gewann.
Jones zog sich Ende der Saison 2008 als aktiver Teilnehmer der Red Bull Air Race Weltmeisterschaft zurück. In den darauf folgenden zwei Rennzeiten 2009 und 2010 war er technischer Kommentator für die TV- und Internet-Berichterstattung. Nach der 3-jährigen Pause der Red Bull Air Race Weltmeisterschaft zwischen 2011 und 2013 kehrte Jones 2014 in einer wechselnden Funktion als Renndirektor und Leiter des Kampfgerichtes für die Wettbewerbe der Red Bull Air Race Weltmeisterschaft und dem Challenger Cup, als wichtiger Dreh- und Angelpunkt des Sports zurück.
| Steve Jones bei der Red Bull Air Race Weltmeisterschaft | Steve Jones bei der Red Bull Air Race Weltmeisterschaft | Steve Jones bei der Red Bull Air Race Weltmeisterschaft | Steve Jones bei der Red Bull Air Race Weltmeisterschaft | Steve Jones bei der Red Bull Air Race Weltmeisterschaft | Steve Jones bei der Red Bull Air Race Weltmeisterschaft | Steve Jones bei der Red Bull Air Race Weltmeisterschaft | Steve Jones bei der Red Bull Air Race Weltmeisterschaft | Steve Jones bei der Red Bull Air Race Weltmeisterschaft | Steve Jones bei der Red Bull Air Race Weltmeisterschaft | Steve Jones bei der Red Bull Air Race Weltmeisterschaft | Steve Jones bei der Red Bull Air Race Weltmeisterschaft | Steve Jones bei der Red Bull Air Race Weltmeisterschaft | Steve Jones bei der Red Bull Air Race Weltmeisterschaft | Steve Jones bei der Red Bull Air Race Weltmeisterschaft | Steve Jones bei der Red Bull Air Race Weltmeisterschaft |
| Jahr                                                    | 1                                                       | 2                                                       | 3                                                       | 4                                                       | 5                                                       | 6                                                       | 7                                                       | 8                                                       | 9                                                       | 10                                                      | 11                                                      | 12                                                      | Punkte                                                  | Siege                                                   | Rang                                                    |
| ------------------------------------------------------- | ------------------------------------------------------- | ------------------------------------------------------- | ------------------------------------------------------- | ------------------------------------------------------- | ------------------------------------------------------- | ------------------------------------------------------- | ------------------------------------------------------- | ------------------------------------------------------- | ------------------------------------------------------- | ------------------------------------------------------- | ------------------------------------------------------- | ------------------------------------------------------- | ------------------------------------------------------- | ------------------------------------------------------- | ------------------------------------------------------- |
| 2003                                                    | NC                                                      | DNS                                                     |                                                         |                                                         |                                                         |                                                         |                                                         |                                                         |                                                         |                                                         |                                                         |                                                         | 0                                                       | 0                                                       | NC                                                      |
| 2004                                                    | 2                                                       | 4                                                       | 7                                                       |                                                         |                                                         |                                                         |                                                         |                                                         |                                                         |                                                         |                                                         |                                                         | 8                                                       | 0                                                       | 3                                                       |
| 2005                                                    | 2                                                       | 5                                                       | 5                                                       | 6                                                       | 6                                                       | 6                                                       | 9                                                       |                                                         |                                                         |                                                         |                                                         |                                                         | 12                                                      | 0                                                       | 6                                                       |
| 2006                                                    | 8                                                       | 10                                                      | 7                                                       | CAN                                                     | 8                                                       | 1                                                       | DSQ                                                     | DSQ                                                     | 5                                                       |                                                         |                                                         |                                                         | 8                                                       | 0                                                       | 6                                                       |
| 2007                                                    | 5                                                       | 8                                                       | 7                                                       | 12                                                      | CAN                                                     | 4                                                       | 6                                                       | 5                                                       | 1                                                       | 4                                                       | CAN                                                     | 10                                                      | 17                                                      | 0                                                       | 5                                                       |
| 2008                                                    | 7                                                       | 9                                                       | 7                                                       | 3                                                       | 9                                                       | 2                                                       | 4                                                       | CAN                                                     | 6                                                       |                                                         |                                                         |                                                         | 33                                                      | 0                                                       | 6                                                       |

(Legende: DNP = Nicht teilgenommen; DNS = Nicht gestartet; DSQ = Disqualifiziert; CAN = Abgesagt; NC = nicht klassifiziert)